# Marisa Núñez
Marisa Núñez  fue una actriz española radicada en Argentina de amplia trayectoria.

## Carrera
Marisa bregó en los repartos hasta conseguir imponerse.  Hizo su debut cinematográfico en Novio, marido y amante (Mario Lugones, 1948), con Enrique Serrano y Tilda Thamar. 
Nacida en Madrid, España, a los tres meses de edad arribó a Buenos Aires junto a sus padres. Trabajó notablemente durante las décadas de 1950 y 1960, bajo la mano de grandes directores argentinos como Luis César Amadori, Carlos Hugo Christensen,  Lucas Demare, Enrique Cahen Salaberry, Guido Leoni, Pierre Chenal y  Ernesto Arancibia.
Su personaje en 'El último perro  junto con Hugo del Carril y Nelly Meden, aunque breve, es de peso, y su papel de apoyo en Detrás de un largo muro, donde compartió escena con le permitió mostrar dotes actorales. Se despide en 1965 con la película Psique y sexo, junto a Fernanda Mistral, Julia Sandoval, Zulma Faiad y Eddie Pequenino.
En teatro se destacó en el escenario porteño junto a primeras figuras de la escena nacional como Santiago Gómez Cou, Golde Flami, Guillermo Murray, Lolita Torres, Humberto de la Rosa, Darío Garzay, Manuel Alcón, Pedro Pompilio, Nelly Láinez y Juan Carlos Thorry, entre otros.

## Filmografía
- 1965: Psique y sexo, episodio Chicos jugando al deseo
- 1963: El turista.
- 1960: Vacaciones en la Argentina.
- 1958: Sección desaparecidos.
- 1958: Primavera de la vida.
- 1958: Detrás de un largo muro.
- 1956: Enigma de mujer.
- 1955: Pájaros de cristal.
- 1955: En carne viva.
- 1955: Marianela.
- 1955: El último perro.
- 1954: Canción de la nieve.
- 1953: El muerto es un vivo.
- 1952: Si muero antes de despertar.
- 1948: Dios se lo pague
- 1948: Novio, marido y amante.
- 1947: Estrellita.